# Fernando Hormazábal
Fernando Alberto Hormazábal Gajardo (1935) es un militar, ingeniero, académico y consultor chileno, exministro de Estado durante la dictadura militar del general Augusto Pinochet.

## Datos biográficos
Se formó en la Escuela Militar del Libertador Bernardo O'Higgins de la capital, entidad en la alcanzó una especialidad en caballería blindada. Pasó a retiro en 1988 con el grado de brigadier general.
En paralelo a su formación como militar, se graduó como ingeniero y realizó estudios de posgrado en física nuclear y en economía de defensa.
De su carrera académica destaca su labor en la cátedra de resistencia de materiales, la que dictó con rango de profesor universitario.
Ya en curso la dictadura de Pinochet, ejerció como agregado militar en la Embajada de Chile en Washington, EE. UU., durante el año 1978, como jefe del grupo asesor del Ministerio de Obras Públicas y como subsecretario de esa misma cartera por espacio de tres años.
Por encargo de dicha administración, ejerció como ministro vicepresidente ejecutivo de la Corporación de Fomento de la Producción (Corfo) entre 1983 y 1988, tocándole liderar un periodo de polémicas privatizaciones.
En 1988 fue presidente de la AFP Cuprum[cita requerida] y entre 1988 y 1989 se desempeñó como presidente ejecutivo de la estatal Corporación Nacional del Cobre de Chile (Codelco).
Contrajo matrimonio con Patricia Mutis, con quien tuvo cinco hijos. Tras divorciarse de ésta se casó con Carmen Gloria Bello, con la cual tuvo otros tres hijos y de la cual está divorciado.